# Innovationsstrategie
Die Innovationsstrategie stellt eine Unterkategorie der Unternehmensstrategie dar und dient dazu, Entscheidungen über die Planung, Durchführbarkeit, Umsetzung und das Controlling der Innovationsaktivitäten eines Unternehmens zu treffen. Eine Innovationsstrategie wird typischerweise aufgrund einer Wettbewerbsorientierung als „Innovator“ oder aufgrund bestehender Wachstums- oder Umsatzdefizite, die sich in der Unternehmensplanung aufgrund der angestrebten Ziele ergeben, entwickelt.
Im Gegensatz zum Innovationsmanagement beschreibt die Innovationsstrategie die meist langfristige Planung und Ausrichtung für die Erreichung der definierten Innovationsziele. Die konzeptionelle Erfassung aller strategischen Elemente über die Entwicklung von neuen Produkten und Verfahren sowie die Erschließung neuer Zielgruppen und Märkte mithilfe von Innovationen wird durch die Innovationsstrategie abgedeckt.

## Arten von Innovationsstrategien
Jede Innovationsstrategie besteht dabei aus mehreren Elementen, die jeweils geplant und in einer Innovationsstrategie ausformuliert werden müssen. Inhaltliche Entscheidungsfelder von Innovationsstrategien sind z. B.:
- Art und Grad von Innovationen
- Differenzierung gegenüber Wettbewerbern durch Qualitäts- oder Kostenführerschaft
- Timing des F&E-Zeitpunktes und des Markteintrittszeitpunktes für Innovationen
- Ausmaß der Technologien und des Wissens, die zur Realisierung von Innovationen eingesetzt werden
- Ressourcen für Innovationstätigkeiten (Make or Buy, Kooperationen, Open Innovation)

Aus diesen Entscheidungsfeldern lassen sich verschiedene Innovationsstrategie-Arten ableiten, die im Folgenden aufgeführt werden.

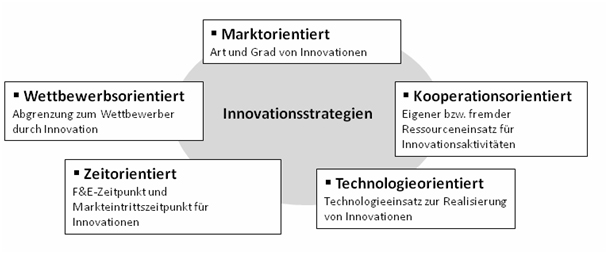
Fünf Innovationsstrategien

Die kundenorientierten Innovationsstrategien rücken den Wert einer Innovation für den Endkunden in den Mittelpunkt der Betrachtung. Nur solche Tätigkeiten werden verfolgt, die helfen, Kunden besser zu verstehen, Innovationen auf Kunden auszurichten und von Kunden akzeptiert zu werden.
Die marktorientierten Innovationsstrategien beziehen sich auf den Innovationsgrad. Art und Grad von Innovationen führen zu der grundlegenden Frage, auf welche Produkt- und Leistungsbereiche sich ein Unternehmen fokussiert und auf welchen Märkten diese mit welchem Innovationsgrad angeboten werden.
Die wettbewerbsorientierten Innovationsstrategien bestimmen, in welcher Form ein Geschäftsbereich des Unternehmens mit seinen Wettbewerbern konkurrieren will. Diese Strategien beantworten die Frage, wie sich ein Unternehmen von seinen Wettbewerbern durch Innovationen abgrenzt. Durch die wettbewerbsorientierte Innovationsstrategie versucht der Geschäftsbereich Wettbewerbsvorteile gegenüber seinen Konkurrenten zu erzielen.
Bei den technologieorientierten Innovationsstrategien rückt der Technologieeinsatz, der zur Realisierung von Innovationen benötigt wird, in den Mittelpunkt. Hier muss entschieden werden, welche Technologiefelder mit welcher Kompetenztiefe und -breite bzw. mit welchem Ressourceneinsatz abgedeckt werden sollen, um Innovationen zu generieren.
Die zeitliche Abgrenzung und Einordnung des Unternehmens und der Innovationen werden im Rahmen der zeitorientierten Innovationsstrategien (siehe auch Zeitorientierte Wettbewerbsstrategie) festgelegt. Innerhalb dieser strategischen Kategorie werden die Fragen, zu welchem Zeitpunkt und mit welcher Geschwindigkeit Forschung und Entwicklung betrieben und wann Innovationen im Vergleich zum Wettbewerber auf dem Markt eingeführt werden, beantwortet.
Bei den kooperationsorientierten Innovationsstrategien wird entschieden, ob die Innovationsvorhaben alleine oder mit anderen Unternehmen z. B. im Rahmen einer Kooperation umgesetzt werden sollen. Für Kooperationen sprechen die Vorteile, dass der Kostendruck und die Risiken, die mit der Entwicklung eines Produkts oder einer Dienstleistung einhergehen, verteilt werden. Auch können komplementäre Kompetenzen und Ressourcen, die dem eigenen Unternehmen fehlen, durch die Zusammenarbeit mit anderen Unternehmen Innovationsaktivitäten erst ermöglichen, zu denen ein Unternehmen allein nicht in der Lage wäre.

## Bestandteile einer Innovationsstrategie
- Die Rolle der Innovationen
- Die Innovationsziele
- Die Innovationsfelder
- Der Grundtypus der Hauptinnovationen
- Plattformen und Roadmaps
- Die Markteintrittsstrategie
- Die Beschaffungsstrategie

Die Innovationsrolle bestimmt qualitativ, wie die Ausrichtung der Innovationsstrategie ausgestaltet werden soll. Innovationsrollen können z. B. Ausbau oder Sicherung der Marktposition sein. Die Innovationsziele quantifizieren das, was die Innovationsrolle vorgibt. Es werden grundsätzlich drei Klassen von Zielen unterschieden: Outputziele, die das anvisierte Ergebnis der Innovationstätigkeit definieren, Prozessziele, die die Effizienz des Innovationsprozesses messen und Inputziele, die als Ziel den geplanten Ressourceneinsatz für die Innovation quantifizieren.
Die Definition und Auswahl von Innovationsfeldern folgt als Substrategie der Auswahl, in welchen strategischen Geschäftsfeldern das Unternehmen tätig sein will, den Phasen Positionsbestimmung, Trendanalyse und Entwicklung von Zukunftsszenarien. Es geht hier um die Fokussierung der Innovationen auf ausgewählte Geschäftsbereiche.
Je Innovationsfeld muss festgelegt werden, ob reine Produktinnovationen, reine Geschäftsmodellinnovationen, kombinierte Produkt- plus Geschäftsmodellinnovationen oder eine Mischung aus den drei Typen im Rahmen der Strategie verfolgt werden soll.
Gemeinsame (Technologie-, Marken- oder Geschäftsmodell-) Plattformen sollten aufgrund der komplexen und oft kostenintensiven Innovationsvorhaben definiert werden, um Synergien zu realisieren. Roadmaps, als Projektmanagementtool, illustrieren das Ausrollen der Plattformen entlang der Zeitachse und die Verknüpfungen zwischen Produkten und Technologien.
Das Unternehmen kann zwischen zwei Markteintrittsstrategien entscheiden: Es kann als Pionier in den Markt eintreten (First-Mover-Strategie) und First-Mover-Advantages generieren oder als Imitator eine kostenführerorientierte Imitationsstrategie verfolgen, die durch niedrigere Kosten oft höhere Margen bringt.
Die Beschaffungsstrategie bestimmt, ob für das Innovationsvorhaben notwendige Ressourcen und Know-how intern oder extern akquiriert werden sollen. In Zeiten des Open Innovation Paradigmas werden Innovationen oft in kooperativen Netzwerken realisiert. Das heißt: Neben der internen Entwicklung werden zusätzlich verschiedene Alternativen der Beschaffung externer Kompetenzen und externen Know-Hows genutzt: von der Akquisition und Integration von Start-Ups über Joint-Ventures bis hin zur Einlizenzierung.